# Así nos ven
When They See Us (Así nos ven en España y Latinoamérica) es una miniserie de televisión estadounidense de 2019 creada, escrita y dirigida por Ava DuVernay para Netflix que se estrenó en cuatro episodios el 31 de mayo de 2019. Está basada en el caso de la corredora de Central Park, acaecido en 1989, y se centra en las vidas y las familias de los cinco adolescentes sospechosos que fueron falsamente acusados y procesados por el ataque y la violación de una mujer en Central Park (Nueva York). La serie está protagonizada por un conjunto de actores entre los que se encuentran Jharrel Jerome, Asante Blackk, Jovan Adepo, Michael K. Williams, Logan Marshall-Green, Joshua Jackson, Blair Underwood, Vera Farmiga, John Leguizamo, Felicity Huffman, Niecy Nash, Aunjanue Ellis, Marsha Stephanie Blake y Kylie Bunbury.

## Sinopsis
When They See Us se basa en los acontecimientos de la vida real del caso de la corredora trotadora en Central Park, Trisha Meili el 19 de abril de 1989. Explora la vida de los cinco sospechosos que fueron procesados por cargos relacionados con el asalto sexual de una víctima femenina, y de sus familias. Los cinco jóvenes protagonistas de la serie: Kevin Richardson (Asante Blackk), Antron McCray (Caleel Harris), Yusef Salaam (Ethan Herisse), Korey Wise (Jharrel Jerome) y Raymond Santana (Marquis Rodriguez), fueron divididos por el fiscal en dos grupos para juicio. Cada joven fue condenado por jurados de varios cargos relacionados con el asalto; cuatro fueron condenados por violación. Fueron condenados a penas de cinco a quince años. Korey Wise, que tenía 16 años en el momento del delito, estuvo condenado mucho más tiempo que los demás. El sistema legal lo trató como adulto. Estuvo recluido en varias cárceles y cumplió su condena en prisiones para adultos. En 2002, el autor principal del crimen confesó y los cinco de Central Park quedaron exonerados. Cabe destacar que el único actor que representó tanto a su personaje como niño como a su personaje como adulto fue Korey Wise. La historia se centra mucho en él, ya que su experiencia fue más larga y más dura que la de los demás chicos. 
Presentaron una demanda contra la ciudad en 2003 por condena injusta y se les otorgó un acuerdo en 2014. Como compensación por la injusticia que les hicieron vivir, recibieron 41 millones de dólares, la compensación más alta jamás entregada por una negligencia judicial.
La miniserie relata en 4 episodios, cómo tanto los cinco chicos como las familias de estos vivieron los acontecimientos. Además, en la serie también se destaca la vida de estas personas una vez salen de la cárcel. Muestran lo difícil que es para una persona haber vivido esos hechos a una edad tan temprana y las consecuencias e inconvenientes que tienen los antecedentes a la hora de empezar una nueva vida.
El objetivo principal de esta miniserie es recalcar la injusticia y la discriminación por parte del sistema policial y judicial contra la raza afroamericana e hispanoamericana.

## Reparto
- Jharrel Jerome como Korey Wise
- Jovan Adepo como Antron McCray
  - Caleel Harris como Anton McCray joven
- Chris Chalk como Yusef Salaam
  - Ethan Herisse como Yusef Salaam joven
- Freddy Miyares como Raymond Santana
  - Marquis Rodriguez como Raymond Santana joven
- Justin Cunningham como Kevin Richardson
  - Asante Blackk como Kevin Richardson joven
- Michael K. Williams como Bobby McCray
- Vera Farmiga como Elizabeth Lederer
- John Leguizamo como Raymond Santana Sr.
- Felicity Huffman como Linda Fairstein
- Niecy Nash como Delores Wise
- Aunjanue Ellis como Sharone Salaam
- Kylie Bunbury como Angie Richardson
- Marsha Stephanie Blake como Linda McCray
- Storm Reid como Lisa
- Joshua Jackson como Mickey Joseph
- Christopher Jackson como Peter Rivera
- Adepero Oduye como Nomsa Berth
- Omar Dorsey como Elombre Brath
- Blair Underwood
- Famke Janssen como Nancy Ryan
- William Sadler
- Reece Noi como Matias Reyes
- Aurora Perrineau
- Rumi C. Jean-Louis como Ramon Santana[5]

## Recepción

### Audiencia
El 25 de junio de 2019, Netflix anunció que la miniserie había sido transmitida por más de 23 millones de espectadores dentro de su primer mes de lanzamiento.

### Críticas
Armond White de National Review criticó la serie y opinó contrastando desfavorablemente su representación de la tensión racial y la violencia con películas de época como Boyz n the Hood y Do the Right Thing.
Además, Netflix y el equipo de "When they see us" fueron denunciados por difamación por Linda Fairstein, la fiscal estadounidense que interrogó y llevó el caso de los chicos. En la serie, los chicos describían a Fairstein como una "racista e inmoral villana que está decidida a encarcelar a jóvenes de color a cualquier coste". Netflix ha catalogado la denuncia como "frívola" y "sin fundamento" y aseguran que defenderán al equipo que está detrás de la serie con todas sus fuerzas.

## Premios
When they see us  fue aclamada por la calidad de sus interpretaciones y el casting. Recibió 11 nominaciones en la 71.ª edición de los Premios Primetime Emmy y logró la estuatilla al Mejor Actor de Miniseries y Telefilmes para Jharrel Jerome. Asimismo, la serie estuvo nominada para el premio de Mejor Miniserie o Telefilme y Aunjanue Ellis, Asante Blackk, John Leguizamo, Michael K. Williams, Marsha Stephanie Blake y Vera Farmiga recibieron nominaciones por su interpretación. 